# Facultad de Psicología (UNAM)
La Facultad de Psicología de la Universidad Nacional Autónoma de México es la dependencia especializada encargada de realizar docencia e investigación en psicología.

## Docencia e investigación
Esta facultad cuenta con un programa de licenciatura (o pregrado) propio; a nivel posgrado, coordina el Programa Único de Especialidades en Psicología (PUEP), y coordina el Programa de Maestría y Doctorado en Psicología de la UNAM -en el cual participan igualmente el Instituto de Investigaciones Sociales, Instituto de Neurobiología, Instituto Nacional de Psiquiatría "Ramón de la Fuente Muñiz", Facultad de Estudios Superiores Iztacala y Facultad de Estudios Superiores Zaragoza-. En este nivel, a su vez, participa en los programas de posgrado de la UNAM: Programa de Maestría en Ciencias (Neurobiología), Programa de Maestría en Docencia para la Educación Media Superior -MADEMS-, y el Programa de Maestría y Doctorado en Ciencias Médicas, Odontológicas y de la Salud.
Es de recalcar que todos sus programas, tanto de pregrado como de posgrado, cuentan con diversas especialidades o campos teóricos. 
En el programa de licenciatura las especialidades son en: psicología clínica, psicología educativa, psicología organizacional, psicología social, ciencias cognitivas y del comportamiento, y neurociencias; el programa de maestría, más bien orientado hacia el ejercicio profesional de la psicología, se divide en doce residencias o especialidades prácticas de la psicología que son: Psicología ambiental, Medicina conductual, Adicciones, Psicoterapia infantil, Psicoterapia para adolescentes, Neuropsicología clínica, Terapia familiar, Trastornos del dormir, Evaluación educativa, Educación especial, Psicología escolar y Gestión organizacional; el programa de doctorado, orientado hacia la investigación básica y aplicada del más alto nivel, se orienta por las siguientes áreas: Análisis Experimental del Comportamiento, Psicología Social y Ambiental, Psicología y Salud, Neurociencias de la conducta, y Psicología Educativa y del Desarrollo.

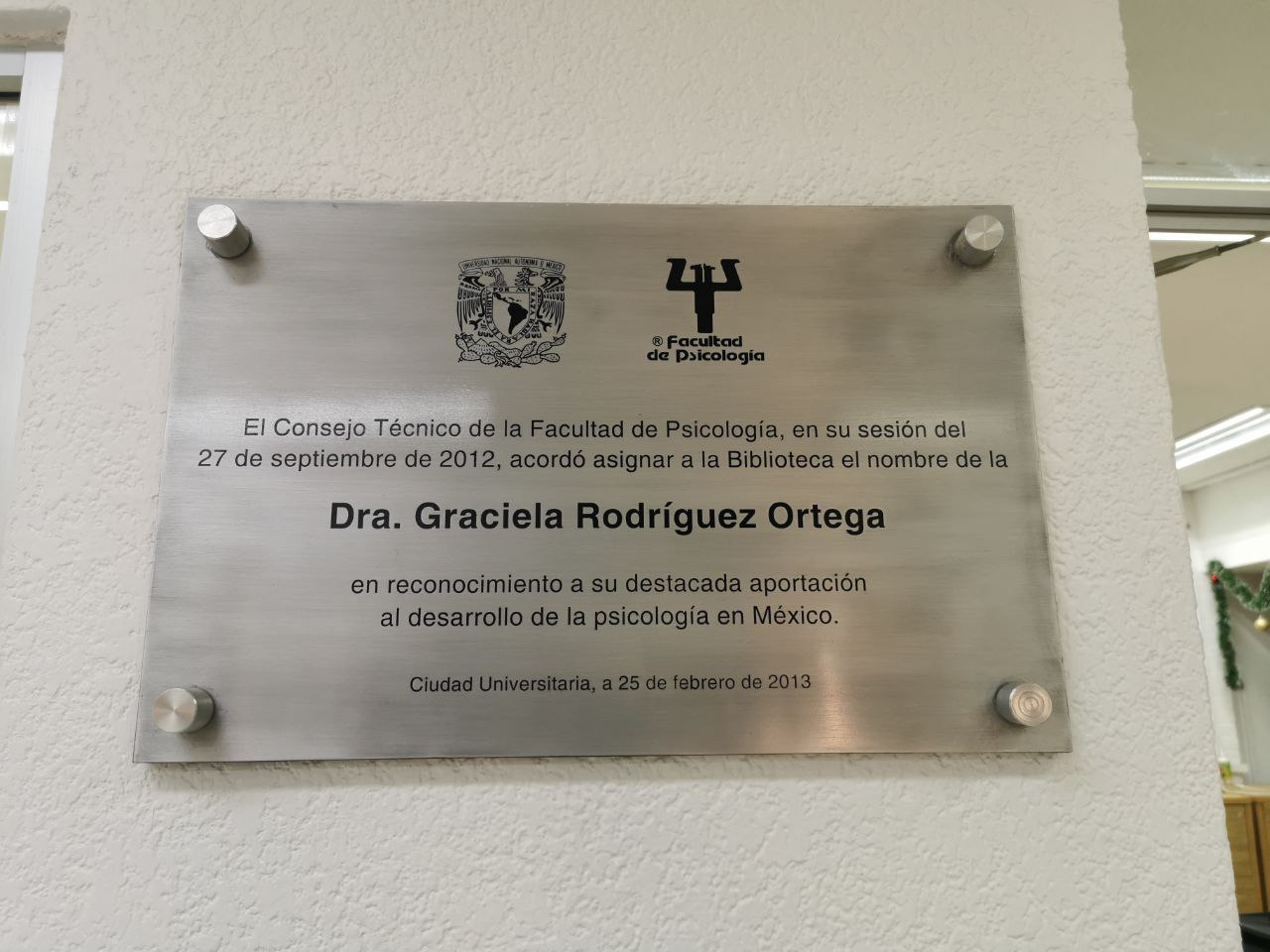
Placa de la Biblioteca Graciela Rodríguez Ortega

## Instalaciones
La facultad cuenta con las siguientes instalaciones:
- Conjuntos A, B, C, D y E, todos ubicados en las instalaciones de Ciudad Universitaria de la UNAM -al sur de la Ciudad de México- en su extremo norte, colindando con Av. Universidad y Av. de los Insurgentes Sur.
- Biblioteca Graciela Rodríguez Ortega
- Centro de Documentación “Dr. Rogelio Díaz Guerrero” (CEDOC)
- Instalaciones de recreación y actividades para alumnos que cuenta con cancha de baloncesto.[5]

Asimismo, la facultad cuenta con 5 Centros de Formación y Servicio Psicológico, cuyo objetivo es formar a estudiantes en la práctica mientras se cumple con la obligación social de la facultad de brindar servicios psicológicos con diversos enfoques a la comunidad. 
Los centros están ubicados en diferentes comunidades de la CDMX y se especializan en diferentes servicios psicológicos.
- Centro de Servicios Psicológicos Dr. Guillermo Dávila  Sótano del Edificio “D” de la Facultad de Psicología.
- Centro Comunitario Dr. Julián Mac Gregor y Sánchez Navarro  Calle Tecacalo Mz. 21, Lt. 24, Colonia Ruiz Cortines, Delegación Coyoacán.
- Centro de Prevención en Adicciones “Dr. Héctor Ayala Velázquez” (CPAHAV)  Retorno Cerro Acasulco #18, Col. Oxtopulco-Universidad, C. P. 04318 entre Copilco y Miguel Ángel de Quevedo, Delegación Coyoacán.
- Centro Comunitario de Atención Psicológica “Los Volcanes”  Volcán Fujiyama esquina con Volcán Cofre de Perote s/n, Colonia Los Volcanes, Delegación Tlalpan.
- Centro de Investigación y Servicios de Educación Especial (CISEE)  Calle Ingeniería #1 Col. Copilco Universidad, Delegación Coyoacán

## Profesores eméritos
- Graciela Rodríguez Ortega
- Isabel Reyes Lagunes
- Serafín Mercado Doménech
- Rogelio Díaz Guerrero
- Augusto Fernández Guardiola
- María Emilia Lucio Gómez Maqueo
- Juan José Sánchez Sosa[6]

## Directores
- José Cueli García (director interino durante 1973)
- Luis Lara Tapia (1973-1977)
- Elvia Graciela Rodríguez Ortega (1977-1981)[7]
- Darvelio Alberto Castano Azmitia (1981-1985) [8]
- Juan José Sánchez Sosa (1985-1989)
- Javier Urbina Soria (1989-1993 y 1993-1997)[9]
- Arturo Bouzas Riaño (1997-2001)[10]
- Lucy María Reidl Martínez (2001-2005 y 2005-2009)
- Javier Nieto Gutiérrez (2009-2013 y 2013-2016)
- Lucina Isabel Reyes Lagunes (directora interina durante 2016)
- Germán Palafox Palafox (2016-2020) [6]
- María Emilia Lucio y Gómez Maqueo (directora interina durante 2020)
- María Elena Teresa Medina Mora Icaza (2020-2024) [11]

## Galería

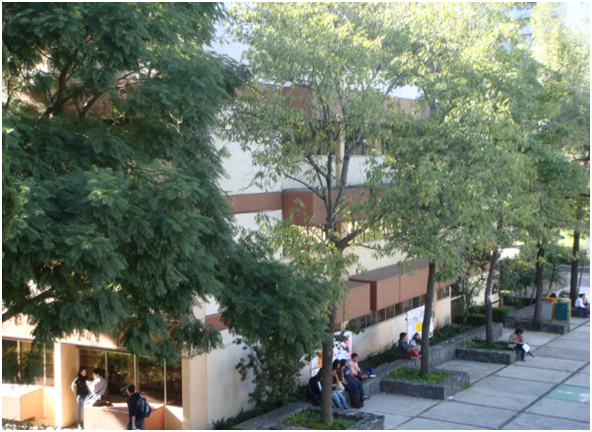
Lado posterior del Edificio B de Psicología
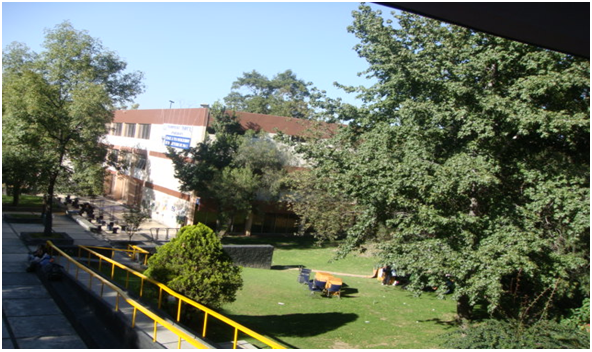
Edificio C de la Facultad de Psicología
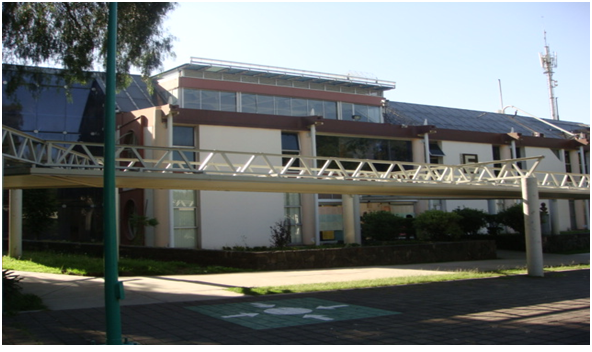
Edificio E de la Facultad de Psicología